# Illesheim
llesheim est une petite commune située en Bavière, au sud de l'Allemagne, dans le district de Moyenne-Franconie. Cette région est bien connue pour ses paysages pittoresques et son riche patrimoine culturel. La ville fait partie de l'arrondissement de Neustadt an der Aisch-Bad Windsheim, qui regroupe plusieurs villages et petites communes. En plus de ses bâtiments historiques, Illesheim est entourée de vastes zones naturelles, parfaites pour des activités en plein air comme la randonnée et le cyclisme. L'architecture de la région, influencée par les traditions franconiennes, se distingue par ses maisons à colombages et ses églises anciennes. La commune, bien qu'étant relativement calme et rurale, bénéficie également d'une proximité avec des villes plus grandes comme Nuremberg, offrant à ses habitants un accès facile aux services urbains tout en vivant dans un environnement paisible.

## Météo
La météo à Illesheim est de type océanique, avec des étés confortables et partiellement nuageux, et des hivers froids, neigeux, venteux et nuageux. Les températures varient généralement de -3 °C à 25 °C au cours de l'année. 
Pour plus d'informations sur la météo, vous pouvez consulter la page de [Weather Spark](https://fr.weatherspark.com/y/67296/M%C3%A9t%C3%A9o-moyenne-%C3%A0-Illesheim-Bavi%C3%A8re-Allemagne-tout-au-long-de-l%27ann%C3%A9e).